# ブレッシントン伯爵
ブレッシントン伯爵（ブレッシントンはくしゃく、英: Earl of Blessington）は、アイルランド貴族の爵位。2度創設され、いずれも廃絶している。

## 歴史
初代ブレッシントン子爵マロー・ボイル(c.1645–1718)の娘の息子にあたる第3代マウントジョイ子爵ウィリアム・ステュアート(1709–1769)は1745年12月7日にアイルランド貴族であるウィックロー県におけるブレッシントン伯爵位に叙されたが、息子に先立たれ、1769年に死去すると準男爵位以外の爵位が廃絶した。
ブレッシントン伯爵の死後、その遺産を相続したのは叔父の娘の息子にあたるチャールズ・ガーディナー(1720–1769)であり、その孫にあたる第2代マウントジョイ子爵チャールズ・ジョン・ガーディナー(1782–1829)はホイッグ党の政治家としてアイルランド貴族代表議員を務め、1816年1月12日にブレッシントン伯爵に叙された。ただし、彼は女系においてもマウントジョイ子爵家の血を引いていない。彼も息子に先立たれ、1829年に死去すると爵位がすべて廃絶した。

## ブレッシントン伯爵（1745年）
- 初代ブレッシントン伯爵ウィリアム・ステュアート（1709年 – 1769年）
  - マウントジョイ子爵ウィリアム・ステュアート（1735年 – 1754年）

## ブレッシントン伯爵（1816年）
- 初代ブレッシントン伯爵チャールズ・ジョン・ガーディナー（1782年 – 1829年）
  - マウントジョイ子爵ルーク・ウェリントン・ガーディナー（1813年 – 1823年）